# 徐有庠
徐有庠（1911年7月5日—2000年12月23日），臺灣知名實業家及富豪，生於江蘇海門，發跡於上海。經營版圖橫跨紡織、百貨、水泥等產業，並創立遠東集團及多所學校，遠東集團更是臺灣三大工業集團之一，為高度多角化經營的成功典範。

## 家世背景與大陸時期

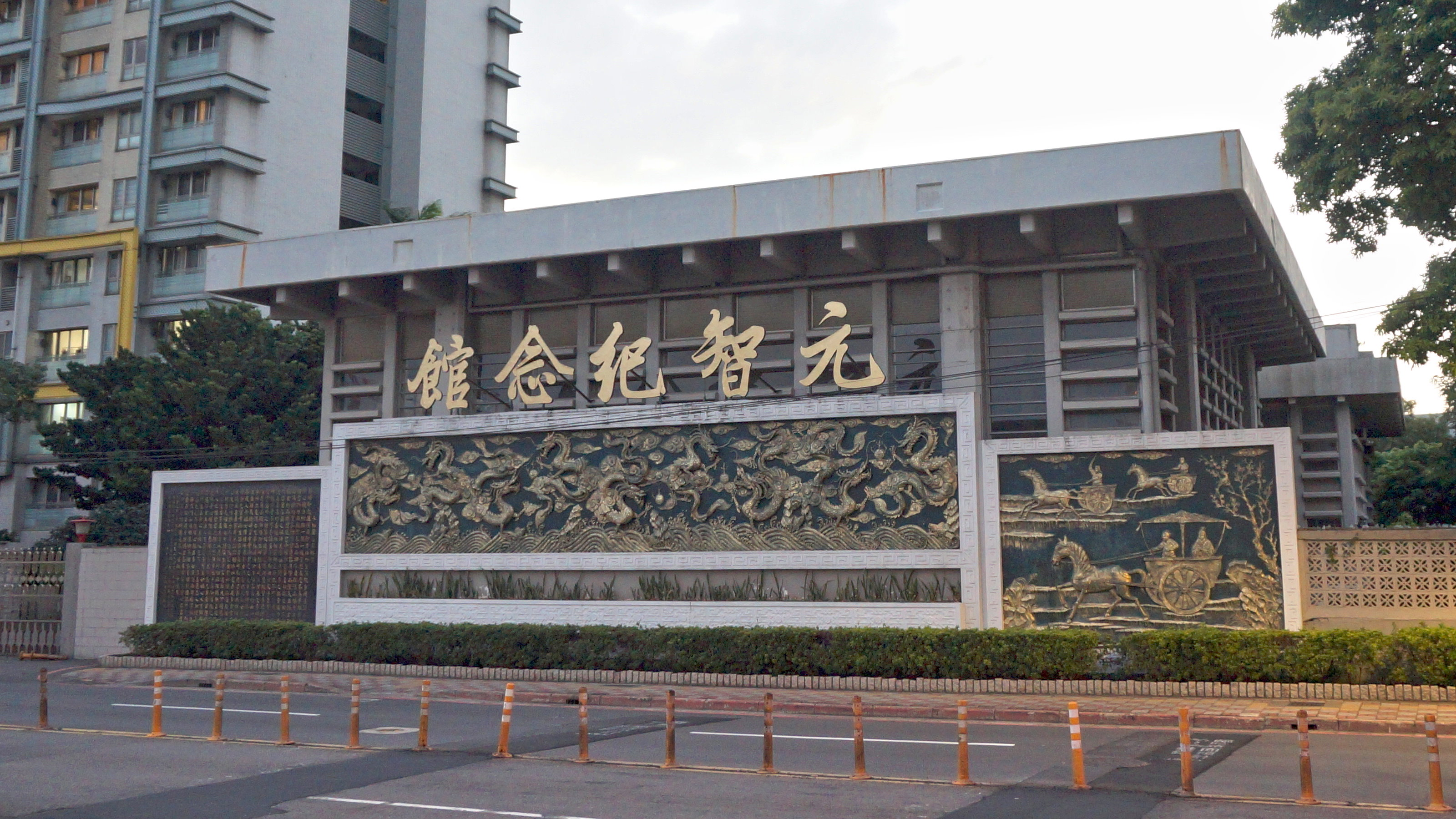
元智紀念館

祖輩世代務農，祖父徐冠基為人勤儉樸實，父親徐元智耕讀傳家、改行從商，徐有庠為長子，下有胞弟渭源及胞妹蕙蘭，其自幼深受孔孟儒家文化薰陶。1920年代中，十五歲的徐有庠從雖考上私立海門中學，但他決定放棄入學而到外頭闖天下。經父執輩推介進了啟東鎮的裕豐棉花雜糧鋪當學徒工。得其老板的賞識，被派往上海擔任常駐業務代表。1932年離開裕豐棉花雜糧行，曾萌過創業念頭，但因日本發動一二八事變，局勢紊亂而作罷。加入慎裕紗花布豆麥行又工作了5年。遲至1937年始自行創業，與兩個朋友合夥創辦了同茂花糧行。1943年與友人李積慶開設「鴻豐棉織廠」。1945年9月他將同茂花糧行和同盛紗布公司合併，創辦大同棉業股份有限公司。1945年10月，他又在上海創辦了遠東織造股份有限公司。1946年起，他又相繼創辦了同生泰機器榨油廠、惠民植物油廠等企業。除此以外，1942年起他還創立了大孚、華孚、華豐、匯豐等證券投資公司，從事股票交易等業務。短短的幾年間，他充分展現了自己在經營上的才華並逐漸在上海商圈嶄露頭角。

## 生平經歷
- 1949年國共戰爭，上海失守，將紡織廠遷移至台灣臺北縣板橋，成立「遠東針織廠股份有限公司」。
- 1965年成立的亞東女子籃球隊，是台灣第一支由工商企業支持之女籃隊。
- 1967年成立高級職業學校——豫章工商。
- 1968年與美國Manhattan公司及BVD內衣公司合作，生產美好挺襯衫及BVD內衣。該公司另生產自有品牌洋房牌內衣，以其良好的品質和合適的價格行銷全國。
- 1969年成立全國第一所私立二年制專科學校——亞東工專（今亞東科技大學）
- 1957年徐有庠又在台灣新竹縣設立亞洲水泥，生產洋房牌水泥。
- 1967年在台北成立遠東百貨，跨足零售業。
- 1981年創立醫療事業亞東紀念醫院。
- 1989年成立元智工學院（今元智大學）。
- 1992年遠東集團又成立遠東國際商業銀行，邁入金融業。
- 1993年成立遠企中心辦公大樓及遠東國際大飯店，為台北知名的商業大樓及旅館，進軍觀光休閒產業。
- 2000年12月23日逝世於臺北市，享壽89歲，葬於新北市瑞芳區金石園。

## 荣誉

### 中华民国勋章奖章
- 二等景星勋章（1999年4月29日批准[3]，同日于台北总统府颁授[4]）

## 家族
- 父：徐元智
- 大房朱士蘭（1919年1月15日－2013年10月26日），育有二子四女（分別是徐旭時、徐旭九與徐近芳、徐菊芳、徐荷芳與徐雪芳），女婿楊明德（徐菊芳夫婿），女婿席家宜（徐雪芳夫婿）。兒子徐旭時、徐旭九則已離開家族企業。
- 二房許蕙英育有三子（徐旭東、徐旭明與徐旭平）

## 外部連結
- 財團法人徐有庠先生紀念基金會 （页面存档备份，存于）